# Gmina Chełm Śląski
Die Gmina Chełm Śląski [ˈxɛwm ˈɕlõsci] ist eine Landgemeinde im Powiat Bieruńsko-Lędziński der Woiwodschaft Schlesien in Polen. Ihr Sitz ist das gleichnamige Dorf (deutsch Groß Chelm) mit etwa 1200 Einwohnern.

## Geographie

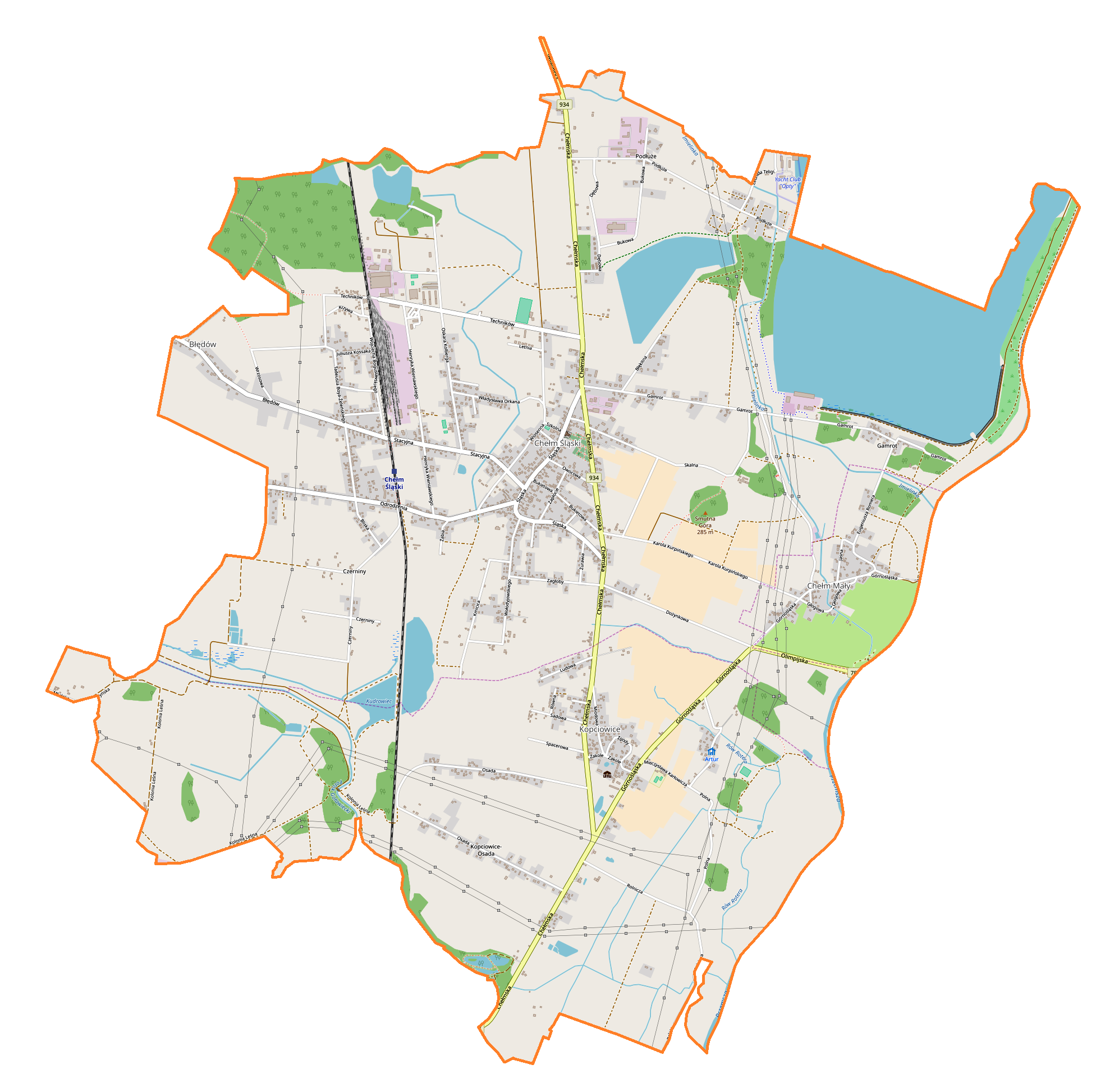
Karte der Gemeinde

Die Gemeinde liegt im Osten der Woiwodschaft und grenzt an die Woiwodschaft Kleinpolen. Nachbargemeinden sind die Kreisstadt Bieruń (Berun) im Süden und Südwesten, Lędziny im Nordwesten, Imielin im Norden und Chełmek in der Woiwodschaft Kleinpolen im Osten. Oświęcim (Auschwitz) liegt etwa sechs Kilometer südlich.

## Geschichte
Nach der Volksabstimmung in Oberschlesien fielen die Orte 1922 an Polen. Die ehemalige Gmina Chełm wurde 1954 in verschiedene Gromadas aufgelöst. Bei deren Auflösung kamen die Orte 1973 zur Landgemeinde Imielin, die wiederum 1975 aufgelöst und in die Stadt Tychy (Tichau) eingemeindet wurde. Zwei Jahre später kamen die Orte zu Mysłowice (Myslowitz).
Zum 1. Januar 1995 wurde die Gmina Chełm Śląski neu gebildet.
Das Gemeindegebiet kam 1954 vom Powiat Pszczyński zum Powiat Tyski, der 1975 aufgelöst und nach der Wiedergründung 1999 im Jahr 2001 endgültig aufgelöst wurde. Seit 2002 gehört die Gemeinde zum Powiat Bieruńsko-Lędziński. Ihr Gebiet gehörte von 1950 bis 1998 zur Woiwodschaft Katowice, die 1975 stark verkleinert wurde und seit Januar 1999 zur Woiwodschaft Schlesien.

## Gliederung
Die Landgemeinde Chełm Śląski besteht aus den drei Orten:
- Chełm Śląski (Groß Chelm)
- Chełm Mały (Klein Chelm)
- Kopciowice (Kopziowitz)

## Politik

### Gemeindevorsteher
An der Spitze der Gemeindeverwaltung steht der Gemeindevorsteher. Seit 2006 war dies Stanisław Jagoda, der 2024 nicht mehr kandidierte. Die turnusmäßige Wahl im April 2024 führte zu folgendem Ergebnis:.
- Andrzej Seweryn (Wahlkomitee „Andrzej Seweryn für die Bewohner“) 34,0 % der Stimmen
- Ewa Grudniok (Wahlkomitee Ewa Grudniok) 21,6 % der Stimmen
- Piotr Szpitalny (Wahlkomitee Piotr Szpitalny) 17,1 % der Stimmen
- Tomasz Zakrewski (Wahlkomitee „Tomasz Zakrewski für Chełm Śląski und seine Bewohner“) 14,2 % der Stimmen
- Michał Urbańczyk (Wahlkomitee Michał Urbańczyk) 13,1 % der Stimmen

In der damit notwendigen Stichwahl wurde Seweryn mit 64,4 % der Stimmen gegen Grudniok zum neuen Gemeindevorsteher gewählt.
Die turnusmäßige Wahl im Oktober 2018 führte zu folgendem Ergebnis:.
- Stanisław Jagoda (Wahlkomitee „Kontinuität“) 51,5 % der Stimmen
- Andrzej Seweryn (Wahlkomitee „Andrzej Seweryn für die Bewohner“) 48,5 % der Stimmen

Damit konnte sich Amtsinhaber Jagoda bereits im ersten Wahlgang durchsetzen und wurde als Gemeindevorsteher wiedergewählt.

### Gemeinderat
Der Gemeinderat besteht aus 15 Mitgliedern und wird direkt in Einpersonenwahlkreisen gewählt. Die Gemeinderatswahl 2024 führte zu folgendem Ergebnis:
- Wahlkomitee „Andrzej Seweryn für die Bewohner“ 22,2 % der Stimmen, 6 Sitze
- Wahlkomitee „Tomasz Zakrewski für Chełm Śląski und seine Bewohner“ 20,8 % der Stimmen, 4 Sitze
- Wahlkomitee Piotr Szpitalny 16,2 % der Stimmen, 2 Sitze
- Wahlkomitee Ewa Grudniok 15,8 % der Stimmen, kein Sitz
- Wahlkomitee Michał Urbańczyk 15,3 % der Stimmen, 3 Sitze
- Wahlkomitee „Sicheres Chełm Śląski“ 5,5 % der Stimmen, kein Sitz
- Übrige 4,2 % der Stimmen, kein Sitz

Die Gemeinderatswahl 2018 führte zu folgendem Ergebnis:
- Wahlkomitee „Kontinuität“ 38,3 % der Stimmen, 6 Sitze
- Wahlkomitee „Andrzej Seweryn für die Bewohner“ 26,1 % der Stimmen, 4 Sitze
- Wahlkomitee „Sicheres Chełm Śląski“ 20,0 % der Stimmen, 3 Sitze
- Wahlkomitee „Gute Gemeinde“ 14,0 % der Stimmen, 2 Sitze
- Übrige 1,6 % der Stimmen, kein Sitz

## Infrastruktur
Die Gemeinde unterhält zwei Grundschulen, einen Kindergarten und eine Bibliothek. Das Kulturzentrum zog 2009 in das neue Euro-Centrum. Das neue Sportzentrum wurde 2012 eröffnet.